# Campionato asiatico femminile di pallacanestro 1974
Il 5º Campionato Asiatico Femminile di Pallacanestro FIBA (noto anche come FIBA Asia Championship for Women 1974) si è svolto a Seul in Corea del Sud, dal 22 al 30 giugno 1974.
I Campionati asiatici femminili di pallacanestro sono una manifestazione biennale tra le squadre nazionali organizzato dalla FIBA Asia.

## Squadre partecipanti
- Corea del Sud
- Giappone
- Taiwan
- Vietnam
- Iran
- Hong Kong

## Turno preliminare

### Gruppo A
| Squadra       | G | V | P | PF  | PS  | DP   | P.ti |
| ------------- | - | - | - | --- | --- | ---- | ---- |
| Corea del Sud | 3 | 3 | 0 | 352 | 94  | +258 | 6    |
| Iran          | 3 | 2 | 1 | 192 | 201 | -9   | 5    |
| Hong Kong     | 3 | 1 | 2 | 156 | 278 | -122 | 4    |
| Vietnam       | 3 | 0 | 3 | 125 | 252 | −127 | 3    |

### Gruppo B
| Squadra  | G | V | P | PF  | PS  | DP   | P.ti |
| -------- | - | - | - | --- | --- | ---- | ---- |
| Giappone | 2 | 2 | 0 | 211 | 76  | +135 | 4    |
| Taiwan   | 2 | 1 | 1 | 181 | 118 | +63  | 3    |
| Cambogia | 2 | 0 | 2 | 54  | 252 | −198 | 2    |

## Fase finale

### Quinto-Settimo posto
| Squadra   | G | V | P | PF  | PS  | DP  | P.ti |
| --------- | - | - | - | --- | --- | --- | ---- |
| Hong Kong | 2 | 2 | 0 | 116 | 101 | +15 | 4    |
| Cambogia  | 2 | 1 | 1 | 118 | 108 | +10 | 3    |
| Vietnam   | 2 | 0 | 2 | 109 | 134 | −25 | 2    |

### Primo-Quarto posto
| Squadra       | G | V | P | PF  | PS  | DP   | P.ti |
| ------------- | - | - | - | --- | --- | ---- | ---- |
| Corea del Sud | 3 | 3 | 0 | 225 | 172 | +53  | 6    |
| Giappone      | 3 | 2 | 1 | 277 | 178 | +99  | 5    |
| Taiwan        | 3 | 1 | 2 | 223 | 220 | +3   | 4    |
| Iran          | 3 | 0 | 3 | 111 | 266 | −155 | 3    |

## Classifica finale
| Posizione | Squadra       | Vinte/Perse |
| --------- | ------------- | ----------- |
| Oro       | Corea del Sud | 6-0         |
| Argento   | Giappone      | 4-1         |
| Bronzo    | Taiwan        | 2-3         |
| 4         | Iran          | 2-4         |
| 5         | Hong Kong     | 3-2         |
| 6         | Cambogia      | 1-3         |
| 7         | Vietnam       | 0-5         |

## Campione d'Asia
| Campione d'Asia | Campione d'Asia | Campione d'Asia | Campione d'Asia |
| --------------- | --------------- | --------------- | --------------- |
| Corea del Sud   |                 |                 |                 |